# Greet Hofmans
Greet Hofmans (Ámsterdam, 23 de junio de 1894 - Ámsterdam, 16 de noviembre de 1968) fue una sanadora que utilizaba la curación por la fe y la imposición de manos. Durante nueve años fue amiga y consejera de la reina Juliana de los Países Bajos, con quien residió a menudo en el palacio de Soestdijk. Se convirtió en confidente de la soberana en la década de 1950, y fue expulsada de la corte holandesa tras el «escándalo Greet Hofmans».

## Crisis en la corte 1948–1956
Fue el consorte de la reina, el príncipe Bernardo, quien presentó a Hofmans en la corte holandesa en 1948 para que tratara la enfermedad ocular de la princesa Cristina, invidente desde su nacimiento a causa de la rubeola que padeció su madre durante el embarazo. Hofmans llegó a tener una fuerte influencia sobre la reina, alentando en ella ideas pacifistas, lo que en plena Guerra Fría causó una fuerte crisis en la casa real, que llegó al punto de amenazar el matrimonio de Juliana y Bernardo. La crisis, que duró hasta 1956, dividió la corte en dos facciones: por una parte la de Juliana y los partidarios de Hofmans, y por otra, la del príncipe Bernardo y las hijas del matrimonio, entre ellas la futura reina Beatriz de los Países Bajos.
Fuera del país corrieron ríos de tinta sobre el asunto. Hofmans el 13 de junio de 1956, apareció en la revista alemana Der Spiegel un artículo titulado "Zwischen Königin und Rasputin" («Entre la reina y Rasputín»). Se cree que fue el propio príncipe Bernardo quien dio a la revista la información necesaria para el reportaje, con la intención de minar la situación de Hofmans en palacio.

## Comisión Beel de 1956

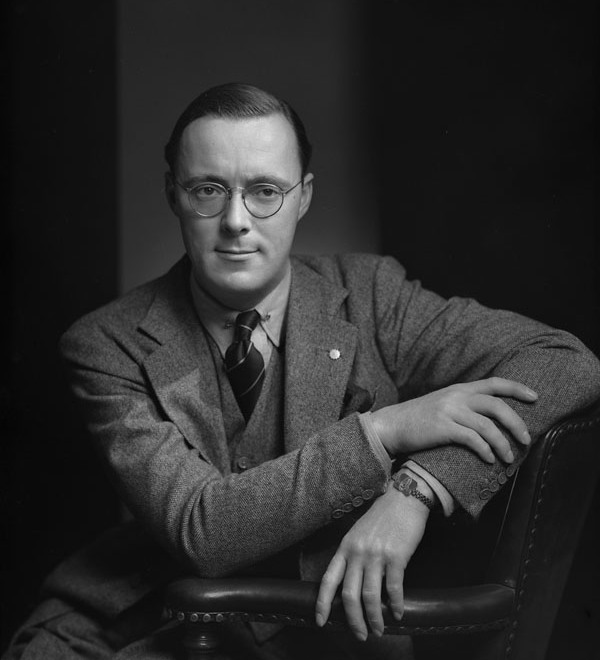
El príncipe Bernardo de Lippe-Biesterfeld en 1942.

El gobierno de Willem Drees prohibió la importación del número de Der Spiegel en que aparecía el mencionado artículo, y el 28 de junio de 1956 nombró una comisión investigadora con los exministros Louis Beel y Pieter Sjoerds Gerbrandy, además de A. W. L. Tjarda van Starkenborgh Stachouwer, antiguo gobernador general de las Indias Orientales Neerlandesas, que se denominó «Comisión Beel». El resultado fue la rescisión de todos los contratos de Hofmans con la corte y la reorganización de la casa de la reina. 
A causa del secretismo que impusieron las autoridades y la autocensura de la prensa holandesa, el asunto Hofmans cobró vida propia. Muchos especularon con la posibilidad de que todo el asunto no fuera más que una fachada para ocultar un inminente divorcio de la pareja real.
Hasta su muerte, Hofmans siguió teniendo seguidores en las altas esferas que la consideraban la personificación de la bondad: sobria, tranquila, nada interesada y dedicada a sus semejantes. Otros la veían como una peligrosa bruja, una charlatana intrigante, o en el mejor de los casos, una ingenua. Hofmans siguió «tratando» pacientes hasta su fallecimiento a causa del cáncer en 1968. Está enterrada en el cementerio de Zorgvlied.
El 7 de febrero de 2004, el príncipe Bernardo escribió una carta al diario de Volkskrant en la que decía: «Con respecto al llamado escándalo Hofmans, les recuerdo que la Comisión Beel realizó en 1956 una investigación exhaustiva. Por razones oficiales, el informe de esta comisión aún no es público, por tanto expreso aquí mi convicción de que su eventual publicación ponga a los implicados en este complejo asunto en su lugar».

## Estudio Fasseur de 2008
En noviembre de 2008, el historiador holandés Cees Fasseur reveló en su libro Juliana y Bernardo. Historia de un matrimonio 1936-1956 que Hofmans abandonó la corte holandesa en 1956, tras recibir una carta firmada por el «Comité de acción» en la que se le advertía que ella y Walraven van Heeckeren, secretario privado de Juliana, serían «asesinados si no se marchaba voluntariamente». La existencia de esta carta anónima se mantuvo en secreto hasta la publicación del libro. No obstante, se sabía que dos miembros de la resistencia holandesa habían escrito a la reina madre Guillemina sugiriendo una solución violenta a la crisis causada por la proximidad de Hofmans a la reina Juliana.
Fasseur afirmó que no sabía si Bernardo, que tenía una estrecha relación con los grupos de la resistencia, conocía esta amenaza, o incluso si había sido él mismo quien ordenó enviar el mensaje. Fasseur fue el primero en obtener permiso de la entonces reina Beatriz para leer documentos relacionados con el asunto, que se guardaban en los archivos reales junto con el informe confidencial de la Comisión Beel de 1956. Este informe, que tanto tiempo se había mantenido secreto, se publicó como apéndice del libro de Fasseur en 2008.
La organización holandesa Vereniging tegen de Kwakzalverij (Asociación Contra la Charlatanería) ha clasificado a Hofmans en el 14° lugar de su lista de principales charlatanes del siglo XX en los Países Bajos.